# Misumenoides parvus
Misumenoides parvus es una especie de araña del género Misumenoides, familia Thomisidae.

## Distribución
Esta especie se encuentra desde México hasta Colombia .